# Tija (mecànica)
Una tija és un element de la mecànica que serveix per trametre empenyiment d'una peça a una altra, com una lleva a una vàlvula. En llenguatge tècnic, és convenient distingir entre tija i vareta encara que en la parla col·loquial s'usen indistintament sense ocasionar confusió. En enginyeria mecànica una tija és una vareta que transmet empenyiment per una punta quan el rep per l'altre punta. Per exemple l'arbre de lleves a les vàlvules d'un motor OHV. Un eix no transmet parell o moment motor. Només serveix de suport a una roda, una roda dentada o element similar. Els esforços i tensions que han de suportar les tiges i les varetes són molt diferents.